# アイヒヴァルト
アイヒヴァルト (ドイツ語: Aichwald) はドイツ連邦共和国バーデン＝ヴュルテンベルク州シュトゥットガルト行政管区のエスリンゲン郡に属す町村（以下、本項では便宜上「町」と記述する）である。郡庁所在地のエスリンゲン・アム・ネッカーから 10 km、シュトゥットガルトから 20 km の距離にある。この町はシュトゥットガルト地方（1992年まではミッテレラー・ネッカー地方）およびシュトゥットガルト大都市圏に属す。

## 地理

### 位置
アイヒヴァルトは、北のレムスタール、南のネッカータールおよびフィルスタールとの間のフォルデラー・シュールヴァルトのリアス高地に位置している。この町はエスリンゲン郡で最も北に位置する自治体である。アイヒェルベルク地区のヴァインシュタット＝ボイテルスバッハ方面の入口が郡の最北端である。
アイヒヴァルトの町域は、1,468ヘクタールである。町域の約 45 % が農業に利用されているが、その多くは兼業農家である。
レムスタールに向かう南斜面に位置するアイヒェルベルク地区には約 13 ha でブドウが栽培されている。シュールヴァルトではイチゴやラズベリー栽培が盛んなことも忘れてはならない。
各地点の海抜は以下の通りである。
- クルムハルト水道塔 476 m
- 最高地点: トーベンロート貯水層 480 m
- 最低地点: ツォルターバッハ橋 285 m

森林面積は 617 ha である。

### 隣接する市町村
以下の市町村がアイヒヴァルトと境を接している。西から時計回りに列記する。ケルネン・イム・レムスタール、ヴァインシュタット（ともにレムス＝ムル郡）、バルトマンスヴァイラー、エスリンゲン・アム・ネッカー（ともにエスリンゲン郡）。

### 自治体の構成
アイヒヴァルトは、かつて独立していた町村アイヒェルベルク、アイヒシース、シャンバッハからなる。旧アイヒェルベルク町にはアイヒェルベルク村（2,258人）が属していた。旧アイヒシース町にはアイヒシース村（1,608人）と小集落クルムハルト（754人）および廃村となったエグリスヴァイラーが属していた。旧シャンバッハ町にはシャンバッハ村（2,807人）とローベンロート集落（221人）が属していた。以上、カッコ内の人口は2021年2月28日現在の数値である。

### 土地利用
2020年現在のこの町の用途別土地面積および占有率は以下の通りである。
| 用途         | 面積 (ha) | 占有率 (%) |
| ------------ | --------- | ---------- |
| 住宅用地     | 118       | 8.1        |
| 商工業用地   | 23        | 1.5        |
| レジャー用地 | 29        | 2.0        |
| 交通用地     | 81        | 5.5        |
| 農業用地     | 548       | 37.3       |
| 森林         | 646       | 44.0       |
| 水域         | 3         | 0.2        |
| その他       | 19        | 1.3        |
| 合計         | 1,467     | 100.0      |

## 歴史
現在のアイヒヴァルトの町域は、中世盛期にはシュヴァーベン公領の一部であった。

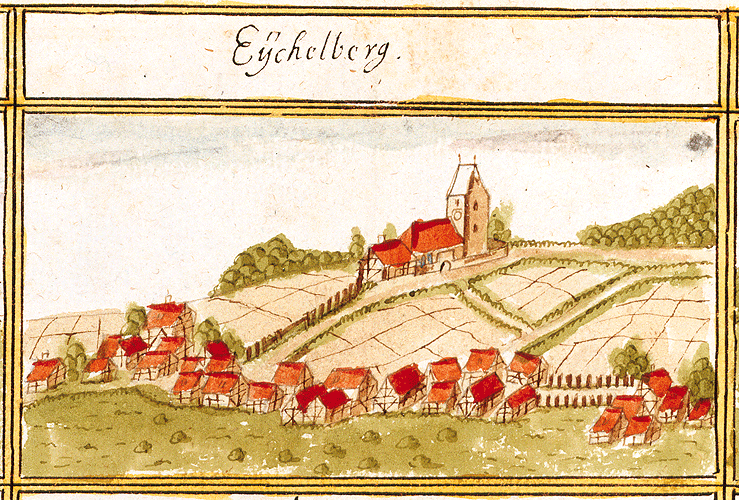
アイヒェルベルク（1685年）

### アイヒェルベルク
アイヒェルベルクの地名は、末尾に -berg がついていることから、遅くとも9世紀に集落が建設されていたことを示している。この集落はおそらく、最初はヴァイプリンゲン王領に属していたと考えられる。14世紀から トルフゼッセ・フォン・シュテッテン家が、エルヴァンゲン修道院からレーエンとして与えられた重罪および下級裁判権によってこの集落を統治した。この領主家の拠点となったのはレムスタールのシュテッテン城であった。1507年から1603年までこの村はトゥンプ・フォン・ノイエンブルク領主家の支配下にあった。ヴュルテンベルクの宮廷役人であったコンラート・トゥンプが前任者のディートリヒ・フォン・ヴァイラーからレーエンを引き継いだのであった。1532年にハンス・コンラート・トゥンプ・フォン・ノイエンブルクがその支配地域で宗教改革を行い、アイヒェルベルクもこれ以後福音主義の村となった。1663年から1803年までこの村はアルフドルフに拠点を置くホルツ男爵家の支配下に置かれた。エルヴァンゲン修道院領主の世俗化後アイヒェルベルクのレーエンは1803年にヴュルテンベルク公のものとなり、1806年にオーバーアムト・ショルンドルフに編入された。

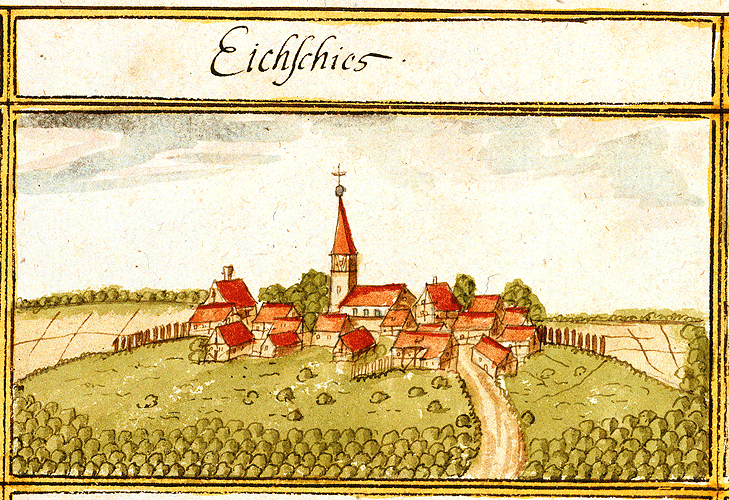
アイヒシース（1685年）

### アイヒシース
アイヒシース地区の教会は、1275年に初めて記録されている。最初は Ainschiez と表記されていた。これは2つの谷の間に「突き出した (einschießenden)」山の鞍部の上の開墾地にある村を意味していた。17世紀にはすでに Eichschies と呼ばれていた。中世後期の初めにはデュルナー・フォン・デュルナウ・バイ・シュナイト家が領主権を有していた。この領主権は婚姻によって1340年頃にショルンドルフのハインリヒ・ロールベックに移された。さらにこの領主権は1366年にシュナイトと交換でヴュルテンベルク伯ウルリヒ2世のものとなった。アイヒシースはヴュルテンベルクのアムト・ショルンドルフに属した。南ドイツ都市戦争でアイヒシース集落は、ヴュルテンベルクと帝国都市エスリンゲンとの戦いで1449年9月11日にエスリンゲンの兵士によって焼き討ちされた。1514年にはアイヒシースの村人がウルリヒ公に対する「貧しいコンラート」の蜂起に参加した。ヴュルテンベルクと帝国都市ロイトリンゲンとの戦争でアイヒシースは再び隣の帝国都市エスリンゲンの標的とされ、村の司祭館が焼き払われた。ウルリヒ公は1534年にヴュルテンベルクで（したがってアイヒシースでも）宗教改革を行った。1633年に学校が、1710年に独自の校舎も言及されている。アイヒシースは1842年までオーバーアムト・ショルンドルフに属し、それ以後はオーバーアムト・エスリンゲンに属した。

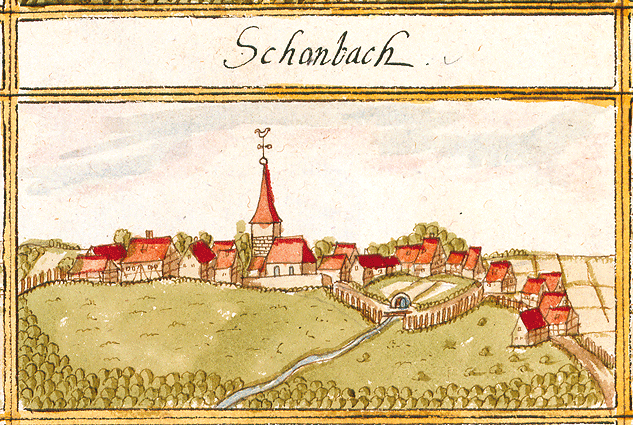
シャンバッハ（1685年）

### シャンバッハ
13世紀から14世紀にっはシャンバッハ家がテック公からのレーエンとしてこの村を治めた。シャンバッハ領主家は同名の城を本拠としたが、この城は15世紀にはすでに取り壊された。遅くとも15世紀には、トルフゼッセ・フォン・シュテッテン家がヴュルテンベルクからレーエンとして与えられて領主となった。ヴュルテンベルク家は1452年に領主権の一部を取り戻した。残りの部分は1504年までトルフゼッセ・フォン・シュテッテン家が統治し、1504年から1507年まではディートリヒ・フォン・ヴァイラーがこれを引き継いだ。その後アイヒェルベルクと同様にトゥンプ・フォン・ノイエンブルク家がこれを治めた。1514年、数人のシャンバッハ住民が「貧しいコンラート」蜂起に参加した。三十年戦争でシャンバッハは住民の2/3を失った。戦争前この村には約300人が住んでいたが、戦後は約100人になっていた。1666年以降この村は完全にヴュルテンベルク公領の一部となり、クルムハルトの行政機関およびシュールヴァルト裁判所に属した。主な収入源は何世紀もの間三圃式農業、畜産、林業であった。ヴュルテンベルク王国建国後シャンバッハは1806年から1808年までオーバーアムト・エスリンゲンに、その後1808年から1923年までオーバーアムト・カンシュタットに属し、その後再びオーバーアムト・エスリンゲンに戻された。

### 20世紀の発展
アイヒヴァルトの住民は工業化の始まりから次第に、ネッカータールやレムスタールの工場に行くようになった。ナチ時代のヴュルテンベルクにおける行政改革により、1938年に現在アイヒヴァルトを形成する集落がエスリンゲン郡に移管された。第二次世界大戦は、1945年4月21日から22日にかけての夜間にアメリカ軍が侵攻してきて、終結した。この時戦闘は行われなかったので人も建物も損傷を免れた。この村はアメリカ管理地区の一部となり、新設されたヴュルテンベルク＝バーデン州に属した。この州は1952年からは現在のバーデン＝ヴュルテンベルク州となった。

### 町村合併
バーデン＝ヴュルテンベルク州の自治体再編に伴い、1974年1月1日に、それまで独立した町村であったアイヒェルベルク、アイヒシース（クルムハルトを含む）、シャンバッハ（ローベンロートを含む）が合併して新たな自治体アイヒヴァルトが形成された。行政機関の本部はシャンバッハに置かれた。

## 住民

### 人口推移
| 年   | 人口（人）* |
| ---- | ----------- |
| 1871 | 1,237       |
| 1880 | 1,296       |
| 1890 | 1,198       |
| 1900 | 1,211       |
| 1910 | 1,175       |
| 1925 | 1,153       |
| 1933 | 1,268       |
| 1939 | 1,294       |

| 年   | 人口（人）* |
| ---- | ----------- |
| 1950 | 1,847       |
| 1961 | 2,666       |
| 1970 | 4,212       |
| 1975 | 6,125       |
| 1980 | 7,657       |
| 1985 | 7,714       |
| 1990 | 8,122       |
| 1995 | 7.976       |

| 年   | 人口（人）* |
| ---- | ----------- |
| 2000 | 7,766       |
| 2005 | 7,744       |
| 2010 | 7,558       |
| 2015 | 7,470       |
| 2020 | 7,597       |

- バーデン＝ヴュルテンベルク州統計局による。1970年までは人口調査の結果、1975年以降は12月31日時点での研究結果の値。

## 行政

### 議会
アイヒヴァルトの町議会は18議席からなる。

### 首長
- 1974年 - 2006年: リヒャルト・ホーラー
- 2006年 - 2018年: ニコラス・フィンク
- 2019年3月の町長選挙第1回投票でアンドレアス・ヤロリムが 52.4 % の票を獲得して新しい町長に選出された[7]。

### 紋章と旗

アイヒヴァルトの旗

図柄: 青地に金の斜め帯。上部には金のオークの実、下部には三角形と支柱からなる町の標識が金色で描かれている。
この紋章と旗は1977年9月5日にエスリンゲン郡長の承認を得た。
紋章の由来: この紋章は、地元の貴族に由来する旧シャンバッハの紋章から採られた金の斜め帯に、廃止されたアイヒェルベルクの紋章（金のオークの実）とアイヒシースの紋章（様式化された金のクロスボウ）の要素を組み合わせたものである。

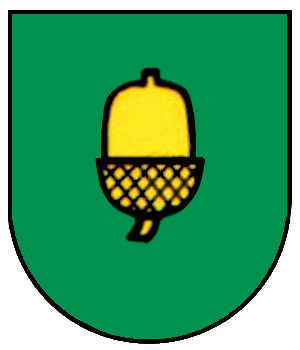
旧アイヒェルベルクの紋章
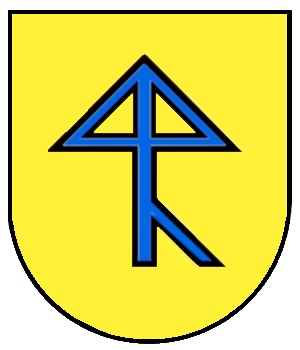
旧アイヒシースの紋章
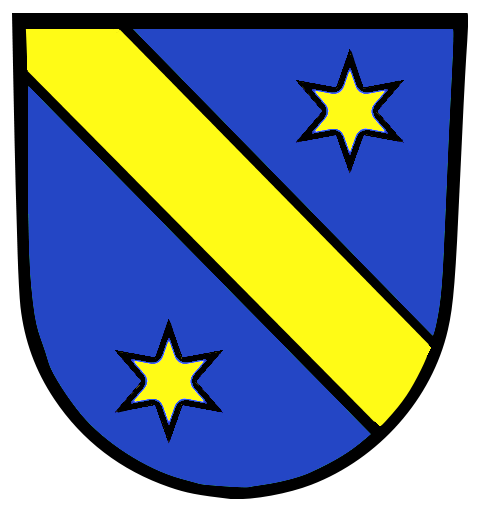
旧シャンバッハの紋章

### 姉妹自治体
アイヒヴァルトは以下の町と友好協定を結んでいる。
- ベーレン（ドイツ語版、英語版）（ドイツ、ザクセン州）
- フィンケンシュタイン・アム・ファーカー・ゼー（ドイツ語版、英語版）（オーストリア、ケルンテン州）

## 経済と社会資本

### 交通
2009年から「アイヒヴァルト町民バス」がシャンバッハ、アイヒェルベルク、アイヒシース、クルムハルト、ローベンロートの各地区を結んでいる。町民バスは午前中に2回、午後に2回運行する。アイヒヴァルト町民バス協会 e.V. は20人以上のドライバーを有している。アイヒヴァルトは VVS の114番路線によっても結ばれている。さらに2019年から114番路線がエンダースバッハ（ヴァインシュタット）まで延長され、住民が長年要望してきたレムスタールへの接続が成立した。

### 教育
アイヒヴァルトは、シャンバッハ地区に基礎課程学校を1校有している。アイヒェルベルクとアイヒシースには分校がある。各地区ごとに合計3園の町立幼稚園があり、アイヒシースの森に「森のようちえん」がある。
音楽学校と独立した市民大学がある。

### 廃棄物処理
廃棄物処理はエスリンゲン郡の廃棄物処理会社が担当している。有機ゴミ、家庭ゴミ、紙類を分別収集している。グリューナー・プンクトが表示された包装材は、いわゆるゲルバー・ザック（直訳: 黄色い袋）で収集される。粗大ゴミは年2回引換券を提示することで無料回収され、ありは処分場へ持ち込みも可能である。処分場では電化製品や金属製品、再利用可能な素材も引き取ってもらうことができる。電灯や塗料などの特殊ゴミは特殊な問題製品回収がある。

## 文化と見所

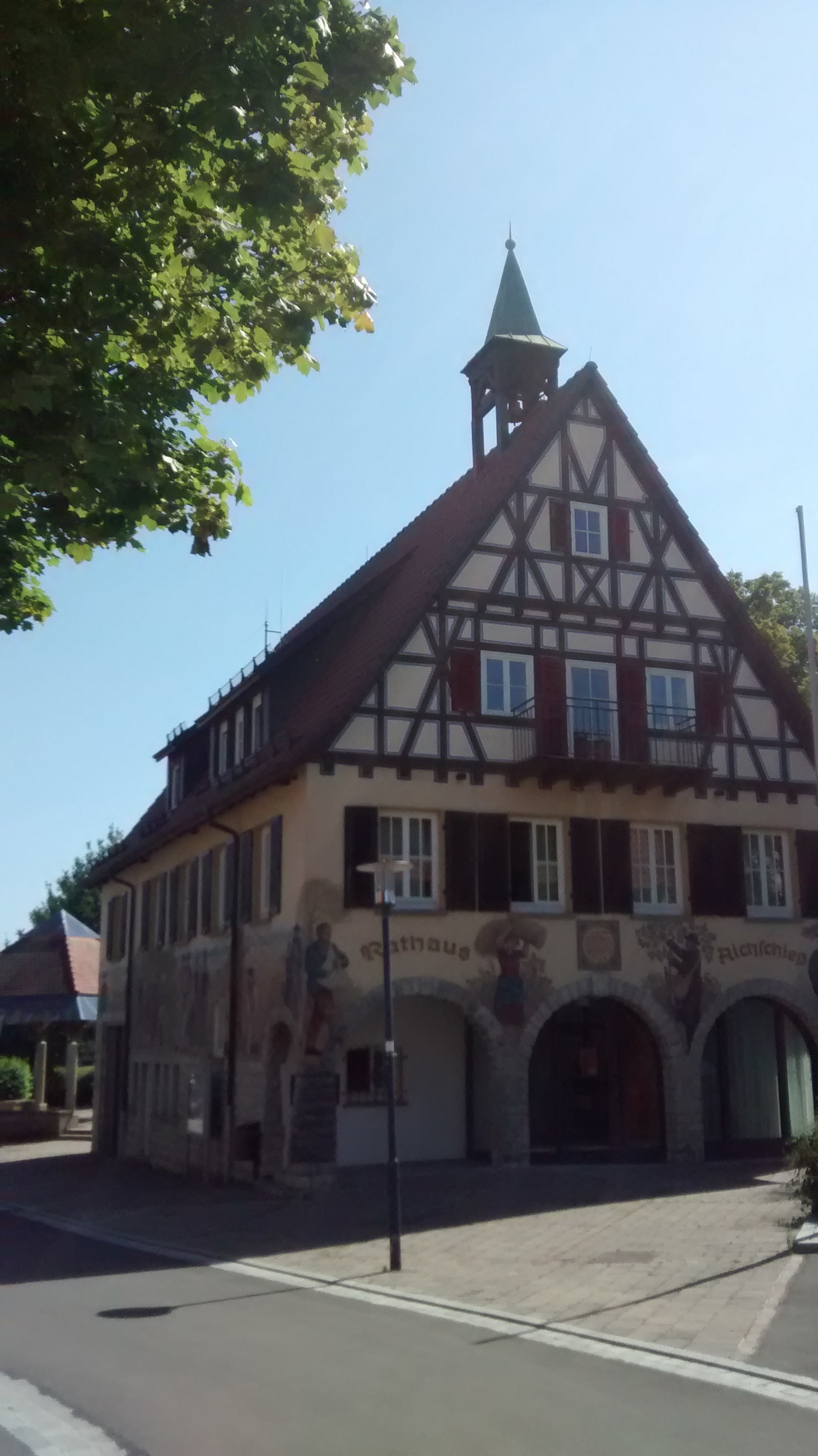
アイヒシースの旧村役場

アイヒヴァルトは、何世紀にもわたる村の歴史の証拠となる数多くの建築や文化財を有している。それらが、景観の美しいロケーションの他に、このシュールヴァルトの町の魅力を増している。アイヒシースは街道に面していないため、町の中心部（教会周辺の木組み建築）が良く保存されている。シャンバッハの麓の森には中世の小城の跡がある。アイヒェルベルクには1558年に初めて記録されたブドウ搾り所があり、現在は養蜂場が入居している。
特に優れているのは、各地区にある福音主義教会の4つの歴史的な教会堂である。
アイヒェルベルクにはかつて巡礼教会であった、1460年建造の福音主義の「我らが聖母教会」がある。この教会には、内陣の建設当時の壁画（1969年に公開）や17世紀のキリスト磔刑像がある。イエスの生涯や十二使徒を描いた2階席回廊の25枚の板絵は、アルフドルフのヨーゼフ・ヴァーグナーが1760年に描いたものである。ゲルハルト・ドレーハーは1970年に幾何学的な線で装飾を施した透明ガラスで3枚の内陣室の窓を創作し、身廊や塔に彩色の窓を創った。
クルムハルトの福音主義教会は、エスリンゲン郡で最も魅力的な村の教会の1つである（外観は農民バロック様式）。
シャンバッハには、中世後期の内陣塔を持つ1500年建造の福音主義教会がある。1905年の建築家ハインリヒ・ドルメッチュによる修復と2階席回廊増築の際、芸術家テオドール・バウエルレがデザインした平和をもたらすキリストを描いた内陣窓が設置された。ルドルフ・イェーリン（子）が1952年に内陣のアーチに羊飼いへの天使のメッセージを描いたズグラッフィートを製作し、ウルリヒ・ヘンは1969年にブロンズ製の祭壇の十字架を製作した。祭壇の十字架はイエスの生涯をテーマにしたメダリオンを持つ「カステンクロイツ」である。
アイヒシースには福音主義の村の教会聖ゲレオンおよび聖マルガレータ教会外ある。この教会は戦争で破壊された後1454年に再建され、内陣と南塔を備えている。この教会には1500年頃のウルム派のキリスト十字架像がある。教会内部にはこの地域最も古い1330年頃の壁画が描かれている。この他に1500年頃の壁画もある。宗教改革後この教会は福音主義となり、ヴュルテンベルクの教会・礼拝規則に従って、祭壇を内陣から移動させ、講壇を北壁中央に配置し、内陣に貴賓席を設け、その上にオルガンフロアを建設し、南と西に2階席の回廊を造る「クヴェルザール=コンセプト」に改造された。1階席と2階席はまっすぐ北の講壇に向かって配置された。倒壊の危険があったため、1952年まで建築家ハインツ・クラッテにより徹底的な改修が行われ、価値のある文物を犠牲にしながら南壁と西壁の新設がなされた。内陣の3枚の窓の2000年に創られたガラス絵はギルヒングのガラス工芸作家レナーテ・グロスによるものである。またカール・ウルリヒ・ヌスによって洗礼盤の蓋やその他の工芸品が製作された。
旧学校の跡地に「ツーフトホイスレ」と呼ばれる小さな独房があり、ここには犯罪者だけでなく、未婚の母も収監され、14日間パンと水で過ごさなければならず、その後説教壇から訓話を聞かされた。

### 年中行事
2003年から2年ごとの8月に、クルムハルト前のヒマワリ畑で5日間にわたって音楽フェスティバル「ゴルトゲルプ」が開催される。
アイヒヴァルト芸術サークルは2004年から文化イベントや芸術展覧会を開催している。芸術展覧会は「Im Spiegel der Bilder」（直訳: イメージの反映）をフレームタイトルに掲げている。国際的に有名な芸術家の「紙の作品」を紹介している。2004年には「国際オリジナルグラフィック芸術」が開催され、以後、アルフレート・ポール（2005年）、パウル・フローラ（2006年）、マルクス・リュッペルツ（2007年）、ルート・シュタールとハイツ・フリードリヒ（2008年）ヘルマン・ケーテルヘンとクリスティアン・ミシュケ（2009年）、ヘティー・クリスト（2010年）、ローザー・ロイ（2011年）、レイコ・イケムラ（2012年）の作品を紹介してきた。芸術展覧会と連動して、学校コンクールが開催される。芸術サークルの代表者でキュレーターを務めるのはフリーダー・ガデスマンである。
6月にはレースコース「イン・デン・ホルベン」で国際 ADAC モトクロス・アイヒヴァルトが開催される。1954年に初めて開催され、毎年行われるこの大きなイベントの主催者は、モータースポーツクラブ「アイゼルネ・ハント」アイヒヴァルトである。
この他の有名なイベントには、1月にシュールヴァルトハレで開催されるアイヒヴァルダー・ヒュッテンガウディ、8月最終週末にアイヒェルベルクのブドウ畑の古い圧搾所で開催される土曜日の「ズンマーヴィーネ」と日曜日の伝統的な「ヴェンゲルトフェスト」がある。両イベントはアイヒェルベルク音楽協会が主催している。

## 人物

### ゆかりの人物
- オイゲン・グリミンガー（1892年 - 1986年）反ナチス活動グループ「白いバラ」メンバー。シャンバッハで亡くなった。
- ドメニコ・テデスコ（1985年 - ）イタリア人サッカー指導者。選手時代 ASV アイヒヴァルトに所属した。

## 関連図書
- Johann Daniel Georg von Memminger, ed (1832). “Schanbach mit Lobenroth”. Beschreibung des Oberamts Canstatt. Die Württembergischen Oberamtsbeschreibungen 1824–1886. Band 9. Stuttgart / Tübingen: Cotta’sche Verlagsbuchhandlung. pp. 199–201
- August Friedrich Pauly, ed (1845). “Aichschieß”. Beschreibung des Oberamts Eßlingen. Die Württembergischen Oberamtsbeschreibungen 1824–1886. Band 21. Stuttgart / Tübingen: Cotta’sche Verlagsbuchhandlung. pp. 173–176
- Otto Wurster (1931). Eßlinger Heimatbuch für Stadt und Umgebung. Eßlingen: Bechtle. pp. 298-, 299-
- Rose Schilling-Aichele; August Kiesel (1968). Chronik der Gemeinde Aichschieß-Krummhardt. Ludwigsburg: Walter
- Frieder Gadesmann, ed (1988). “Gott befreit. Mit der Taufsteinskulptur von Karl Ulrich Nuss in der Evangelischen Kirche Aichwald Aichschieß”. Das Leben suchen. Religion 9/10 für Haupt- und Realschulen. Frankfurt am Main: Diesterweg. p. 12. ISBN 978-3-425-07868-7
- Frieder Gadesmann (1989). “Dorfkirche in Aichschieß bei Stuttgart”. Das Leben suchen. Religion 7/8 für Realschulen und Gymnasien. Diesterweg. pp. 172-. ISBN 978-3-425-07882-3
- Markus Hörsch (1997). Die evangelische Pfarrkirche St. Gereon und Margaretha in Aichschieß (Gde. Aichwald). Remshalden-Buoch: Hennecke
- Gemeinde Aichwald, ed (1999). Die Geschichte von Aichwald und seinen fünf Ortsteilen Aichelberg, Aichschieß, Krummhardt, Lobenrot und Schanbach auf dem Vorderen Schurwald. Leinfelden-Echterdingen: DRW-Verlag. ISBN 978-3-87181-442-6
- Landesarchiv Baden-Württemberg i. V. mit dem Landkreis Esslingen, ed (2009). Der Landkreis Esslingen. Band 1. Ostfildern: Jan Thorbecke Verlag. p. 254. ISBN 978-3-7995-0842-1
- Elke Roos, ed (2012). Aichwalder Blattwerk. Geschichten und Geschichte vom Vorderen Schurwald. Weinstadt: Bärenfelser. ISBN 978-3-86372-007-0
- Marianne Brugger & Fritz Weinschenk, ed (2017). Aichwalder Zeitenspiegel – Einst und jüngst in Text und Bild. München. ISBN 978-3-7427-7894-9